# Жизнь прошла ночью
«Жизнь прошла ночью» — советская киноповесть 1964 года, снятая режиссёром Учкуном Назаровым по сценарию, написанному им при участии Иосифа Прута. Производство киностудии «Узбекфильм».
Премьера состоялась в марте 1966 года. Фильм посмотрели 9,5 млн зрителей.

## Сюжет
Шофёр Акрам везёт жену доктора Раджабова. По пути он вспоминает, что в прошлом он встречался с ней и они провели вместе ночь у костра. Сурайя признаётся, что вышла замуж за доктора в попытке спасти свою тяжело больную мать. Однако после долгих лет жизни в браке, она осознаёт, что её муж ограничивает её свободу и разрывает отношения с ним, выражая желание потрудиться и помогать другим людям.

## Роли исполняют
- Светлана Норбаева — Сурайя (главная роль)
- Туган Режаметов — Акрам (главная роль)
- Хамза Умаров — Раджабов
- Лютфи Сарымсакова — старуха
- Бикен Римова — казашка
- Сайрам Исаева — Адолатхон
- Фёдор Котельников
- Занджирали Мирзатов
- Мукамбар Рахимова — эпизод
- Вазген Арзуманов
- Мухитдин Кариякубов
- Мухаббат Юлдашева
- Талиб Каримов
- Райхон Тураева
- Х. Юлдашев — эпизод
- С. Максудова — эпизод
- Вадим Бахтеев — эпизод
- А. Муллабаев — эпизод

Роли дублируют:
- Ирина Карташёва
- Виктор Рождественский
- Михаил Погоржельский
- Вера Енютина
- Нина Никитина

## Съёмочная группа
- Режиссёр: Учкун Назаров
- Сценаристы: Учукн Назаров, Иосиф Прут
- Оператор: Хатам Файзиев
- Композитор: Муталь Бурханов
- Художник: Вадим Добрин

## Музыка
В фильме звучит музыка в исполнении Оркестра Государственного комитета кинематографии при Совете Министров СССР, дирижёр Ф. Шамсутдинов.